# Halopeplis amplexicaulis
Halopeplis amplexicaulis är en amarantväxtart som först beskrevs av Vahl, och fick sitt nu gällande namn av Ung.-sternb., Ces., Pass. och Giuseppe Gibelli. Halopeplis amplexicaulis ingår i släktet Halopeplis och familjen amarantväxter. Inga underarter finns listade i Catalogue of Life.

## Bildgalleri

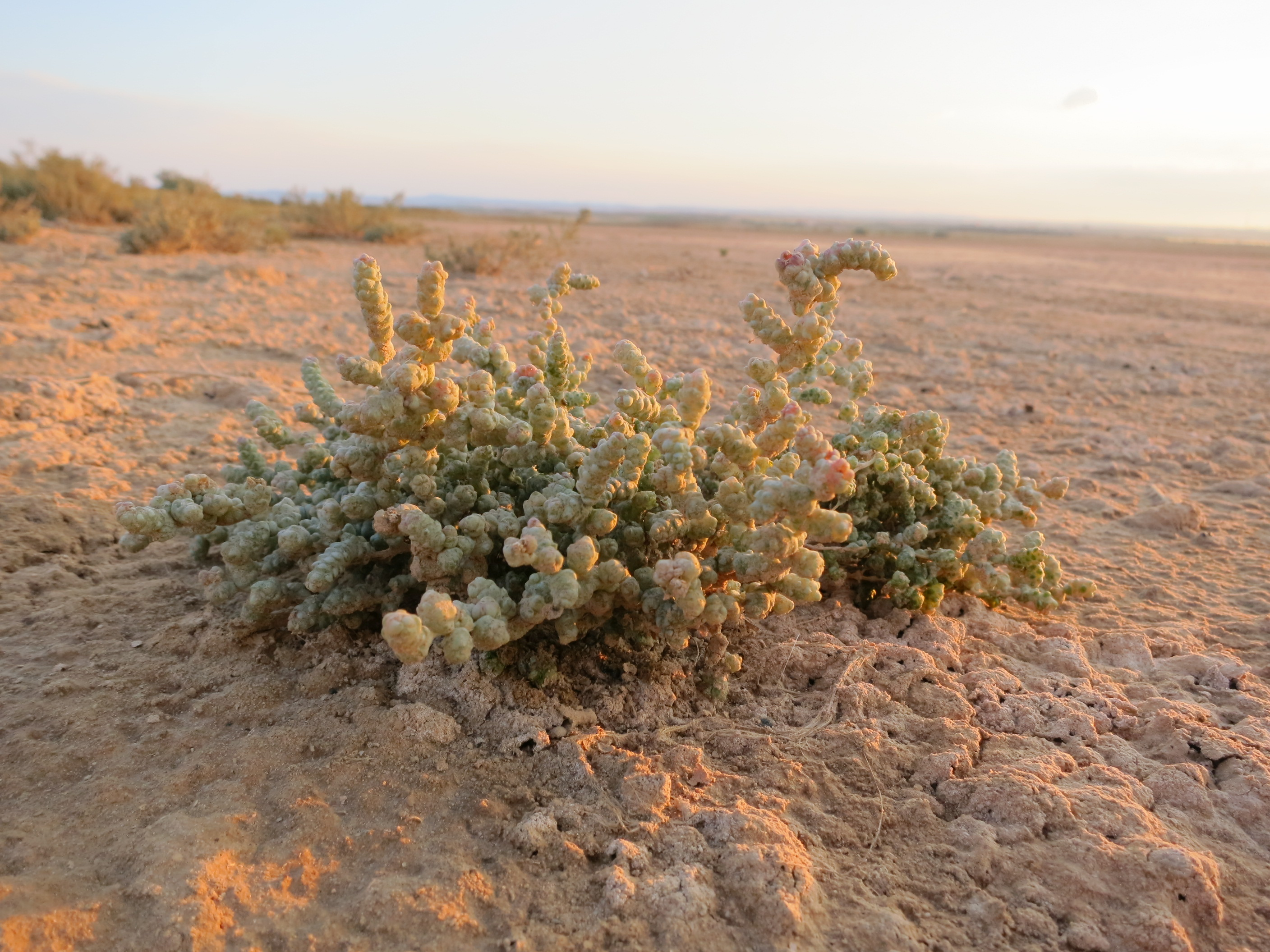
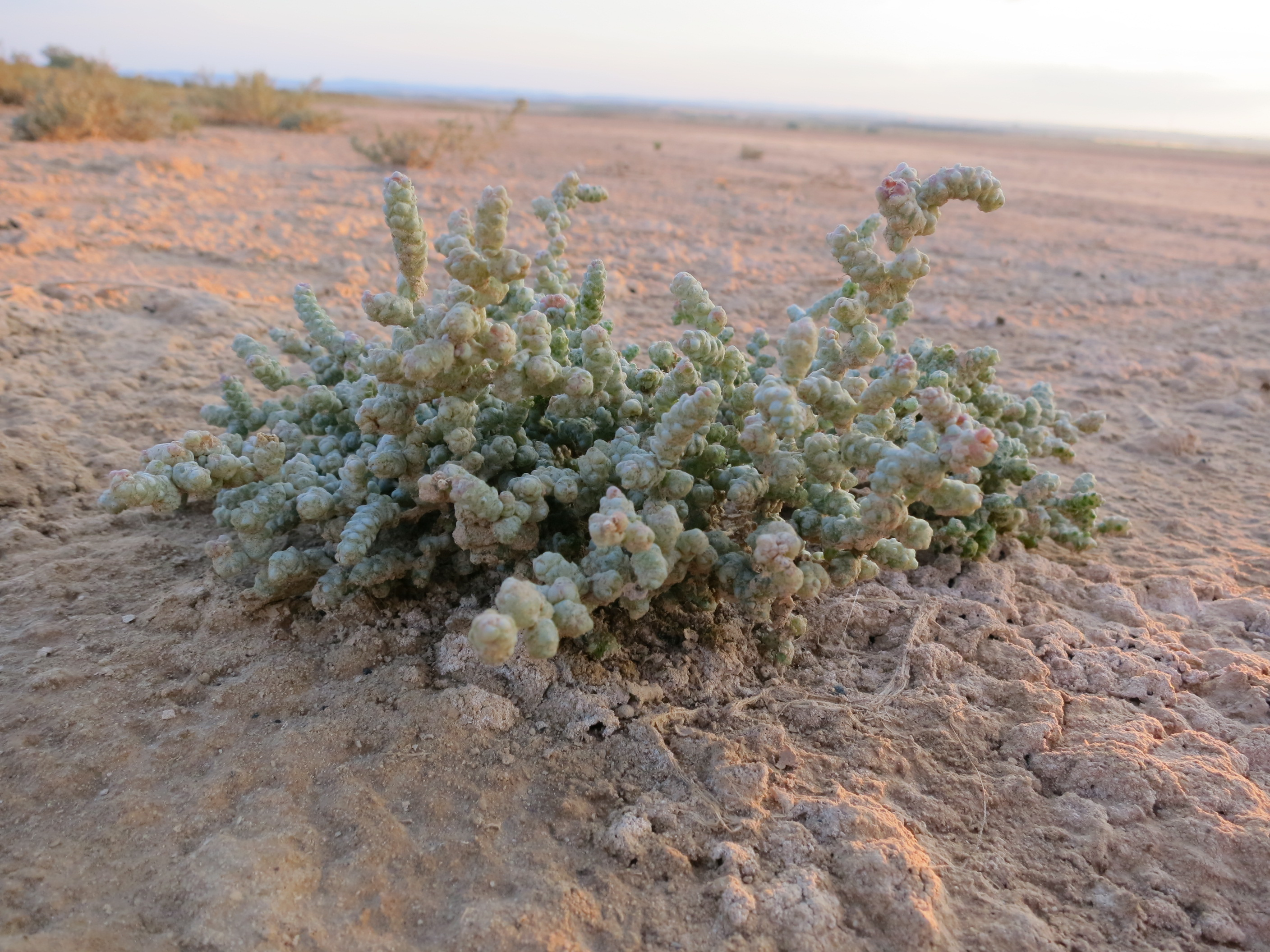